# Wiktorija Hreś
Wiktorija Hreś (ur. 22 lutego 1964 w Bajkonurze) – ukraińska projektantka mody i architektka wnętrz, jedna z pierwszych po uzyskaniu niepodległości przez Ukrainę w 1991.

## Życiorys
Urodziła się w rodzinie żołnierza stacjonującego w Bajkonurze w Kazachstanie. W wieku 16 lat razem z rodziną przeprowadziła się do Moskwy. W 1987 ukończyła fakultet Sztuki Stosowanej Moskiewskiego Instytutu Włókiennictwa. Podczas nauki zrobiła cztery wystawy w studenckim teatrze w Instytucie Gubkina. Po ukończeniu studiów w 1987 otrzymała propozycję pracy jako kostiumolożka w Zakarpackim Akademickim Regionalnym Ukraińskim Teatrze Muzyki i Dramatu, gdzie pracowała do 1991.
W 1993 Hreś założyła w Użhorodzie studio projektowe. W 1995 zorganizowała tu swój pierwszy pokaz. W 1997 pierwszy raz wzięła udział w ukraińskim tygodniu mody w Kijowie. W 1998 w centrum Kijowa otworzyła swój butik VG. W 2000 zarejestrowano markę Victoria Gres. W 2003 pokazała swoją kolekcję w USA i Kanadzie. W latach 2005–2007 pokazywała swoje kolekcje na rosyjskim tygodniu mody w Moskwie. Używa motywów ludowych. 
W marcu 2006 w ramach ukraińskiego tygodnia mody przedstawiła linię odzieży i akcesoriów prêt-à-porter pod marką handlową Victoria Gres by GRES. W październiku 2006 pojawiła się na rynku dżinsowa linia Gres DENIM, a w grudniu projektantka pokazała kolekcję biżuterii Victoria Gres Couture. Istnieje też Victoria Gres Fashion House. W 2008 stworzyła stroje na światową trasę piosenkarki Janet Jackson. W czerwcu 2014, w dniu inauguracji kadencji prezydenta Ukrainy, pierwsza dama Maryna Poroszenko wystąpiła w kreacji projektu Hreś. W tym samym roku przygotowała pokaz na ukraiński tydzień mody wyrażający protest przeciwko agresji Rosji na Ukrainę. Od 2015 marka Hreś przez trzy sezony była obecna na kijowskim tygodniu mody. Od 2017 przeszła na system see now buy now i samodzielnie organizuje pokazy mody. 